# Kobold (Stravinsky)
Kobold is een orkestratie (WBI) uit 1909 van Kobold, een van de Lyrische Stukken voor piano (boek X, opus 71, nr. 3) van Edvard Grieg, door Igor Stravinsky.
Stravinsky schreef de transcriptie op verzoek van Serge Diaghilev voor het ballet Le Festin van Les Ballets Russes en dat op 19 mei 1909 tijdens een liefdadigheidsbal in het Théâtre du Châtelet in Parijs werd uitgevoerd. Stravinsky onderbrak er zijn werk aan L'Oiseau de Feu voor, eveneens een opdracht van Diaghilev. Hoewel Diaghilev met strakke tijdschema's werkte en Stravinsky ongestoord zou moeten kunnen doorwerken, wilde hij voor zijn geliefde, de danser Vaslav Nijinsky, een sprankelend werk voor deze gelegenheid.
Stravinsky's orkestratie is niet gepubliceerd.

## Oeuvre
Zie het Oeuvre van Igor Stravinsky voor een volledig overzicht van het werk van Stravinsky.